# Karim Ziani
Karim Koceila Yanis Ziani (in arabo كريم زياني‎?; Sèvres, 17 agosto 1982) è un ex calciatore algerino, di ruolo centrocampista.

## Carriera

### Club
Incomincia la carriera professionistica nel ES Troyes AC a 18 anni.
Rimarrà nelle file del E.S. Troyes A.C. per 4 anni collezionando 64 incontri ed una sola rete e giocando anche nel 2001 in Ligue 1.
Nella stagione 2004-2005 viene ceduto in prestito al Lorient dove gioca 24 partite e realizza un goal. L'anno successivo il Lorient lo acquista definitivamente e qui gioca un'intera stagione chiudendo con 37 partite e un bottino di 7 reti.
Nel 2006 se ne interessa il Sochaux squadra militante il Ligue 1 dove gioca 36 partite realizzando 8 marcature.
Nel 2007 uno dei più importanti club francesi l'Olympique Marsiglia lo preleva dal Sochaux.
Qui arriva a collezionare quasi 50 presenze e 9 gol trovando nel 2008 un 3º posto in campionato e nel 2009 sfiorerà il titolo con l'Olympique Marseille che lo perderà nelle ultimissime giornate a favore del Bordeaux.
Nel 2009 passa ai tedeschi del Wolfsburg freschi vincitori della Bundesliga.
Il 4 maggio 2011 viene ceduto per 2,5 milioni di euro ai turchi del Kayserispor, con i quali firma un triennale fino al 2014.
Il 22 luglio 2011 firma un triennale con l'Al-Jaish.

### Nazionale
Ziani nasce a Sèvres, paese situato vicino a Versailles e a Parigi, ma decide di difendere i colori dell'Algeria.
Con la sua Nazionale ha centrato la qualificazione al campionato mondiale di calcio 2010 che si sono svolti in Sudafrica ed ha centrato il quarto posto alla Coppa d'Africa 2010.
In carriera ha disputato 62 incontri e segnato 5 reti con la selezione algerina.

## Statistiche

### Cronologia presenze e reti in nazionale
| Cronologia completa delle presenze e delle reti in nazionale ― Algeria | Cronologia completa delle presenze e delle reti in nazionale ― Algeria | Cronologia completa delle presenze e delle reti in nazionale ― Algeria | Cronologia completa delle presenze e delle reti in nazionale ― Algeria | Cronologia completa delle presenze e delle reti in nazionale ― Algeria | Cronologia completa delle presenze e delle reti in nazionale ― Algeria | Cronologia completa delle presenze e delle reti in nazionale ― Algeria | Cronologia completa delle presenze e delle reti in nazionale ― Algeria |
| Data                                                                   | Città                                                                  | In casa                                                                | Risultato                                                              | Ospiti                                                                 | Competizione                                                           | Reti                                                                   | Note                                                                   |
| ---------------------------------------------------------------------- | ---------------------------------------------------------------------- | ---------------------------------------------------------------------- | ---------------------------------------------------------------------- | ---------------------------------------------------------------------- | ---------------------------------------------------------------------- | ---------------------------------------------------------------------- | ---------------------------------------------------------------------- |
| 12-2-2003                                                              | Annaba                                                                 | Algeria                                                                | 1 – 3                                                                  | Belgio                                                                 | Amichevole                                                             | -                                                                      | 46’                                                                    |
| 24-4-2003                                                              | Amiens                                                                 | Madagascar                                                             | 1 – 3                                                                  | Algeria                                                                | Amichevole                                                             | -                                                                      | 71’                                                                    |
| 11-10-2003                                                             | Niamey                                                                 | Niger                                                                  | 0 – 1                                                                  | Algeria                                                                | Qual. Mondiali 2006                                                    | -                                                                      | 74’                                                                    |
| 15-1-2004                                                              | Algeri                                                                 | Algeria                                                                | 0 – 2                                                                  | Mali                                                                   | Amichevole                                                             | -                                                                      | 69’                                                                    |
| 25-1-2004                                                              | Susa                                                                   | Camerun                                                                | 1 – 1                                                                  | Algeria                                                                | Coppa d'Africa 2004 - 1º turno                                         | -                                                                      | 15’                                                                    |
| 29-1-2004                                                              | Susa                                                                   | Algeria                                                                | 2 – 1                                                                  | Egitto                                                                 | Coppa d'Africa 2004 - 1º turno                                         | -                                                                      | 82’                                                                    |
| 3-2-2004                                                               | Susa                                                                   | Algeria                                                                | 1 – 2                                                                  | Zimbabwe                                                               | Coppa d'Africa 2004 - 1º turno                                         | -                                                                      |                                                                        |
| 8-2-2004                                                               | Sfax                                                                   | Marocco                                                                | 3 – 1 dts                                                              | Algeria                                                                | Coppa d'Africa 2004 - Quarti di finale                                 | -                                                                      | 72’                                                                    |
| 28-4-2004                                                              | Clermont-Ferrand                                                       | Cina                                                                   | 1 – 0                                                                  | Algeria                                                                | Amichevole                                                             | -                                                                      | 46’                                                                    |
| 30-5-2004                                                              | Annaba                                                                 | Algeria                                                                | 1 – 1                                                                  | Giordania                                                              | Amichevole                                                             | -                                                                      | 66’                                                                    |
| 5-6-2004                                                               | Annaba                                                                 | Algeria                                                                | 0 – 0                                                                  | Angola                                                                 | Qual. Mondiali 2006                                                    | -                                                                      |                                                                        |
| 20-6-2004                                                              | Harare                                                                 | Zimbabwe                                                               | 1 – 1                                                                  | Algeria                                                                | Qual. Mondiali 2006                                                    | -                                                                      | 43’                                                                    |
| 3-7-2004                                                               | Abuja                                                                  | Nigeria                                                                | 1 – 0                                                                  | Algeria                                                                | Qual. Mondiali 2006                                                    | -                                                                      | 79’                                                                    |
| 17-11-2004                                                             | Tolone                                                                 | Algeria                                                                | 1 – 2                                                                  | Senegal                                                                | Amichevole                                                             | -                                                                      | 46’                                                                    |
| 9-2-2005                                                               | Algeri                                                                 | Algeria                                                                | 3 – 0                                                                  | Burkina Faso                                                           | Amichevole                                                             | -                                                                      | 88’                                                                    |
| 27-3-2005                                                              | Orano                                                                  | Algeria                                                                | 1 – 0                                                                  | Ruanda                                                                 | Qual. Mondiali 2006                                                    | -                                                                      |                                                                        |
| 5-6-2005                                                               | Luanda                                                                 | Angola                                                                 | 2 – 1                                                                  | Algeria                                                                | Qual. Mondiali 2006                                                    | -                                                                      | 58’                                                                    |
| 12-6-2005                                                              | Arles                                                                  | Algeria                                                                | 0 – 3                                                                  | Mali                                                                   | Amichevole                                                             | -                                                                      |                                                                        |
| 19-6-2005                                                              | Orano                                                                  | Algeria                                                                | 2 – 2                                                                  | Zimbabwe                                                               | Qual. Mondiali 2006                                                    | -                                                                      |                                                                        |
| 4-9-2005                                                               | Orano                                                                  | Algeria                                                                | 2 – 5                                                                  | Nigeria                                                                | Qual. Mondiali 2006                                                    | -                                                                      | 48’, 69’                                                               |
| 28-2-2006                                                              | Rouen                                                                  | Algeria                                                                | 2 – 2                                                                  | Burkina Faso                                                           | Amichevole                                                             | -                                                                      |                                                                        |
| 15-8-2006                                                              | Aix-en-Provence                                                        | Algeria                                                                | 0 – 2                                                                  | Gabon                                                                  | Amichevole                                                             | -                                                                      | 88’                                                                    |
| 7-10-2006                                                              | Algeri                                                                 | Algeria                                                                | 1 – 0                                                                  | Gambia                                                                 | Qual. Coppa d'Africa 2008                                              | 1                                                                      |                                                                        |
| 7-2-2007                                                               | Algeri                                                                 | Algeria                                                                | 1 – 0                                                                  | Libia                                                                  | Amichevole                                                             | -                                                                      | 89’                                                                    |
| 24-3-2007                                                              | Algeri                                                                 | Algeria                                                                | 2 – 0                                                                  | Capo Verde                                                             | Qual. Coppa d'Africa 2008                                              | -                                                                      |                                                                        |
| 2-6-2007                                                               | Praia                                                                  | Capo Verde                                                             | 2 – 2                                                                  | Algeria                                                                | Qual. Coppa d'Africa 2008                                              | -                                                                      |                                                                        |
| 5-6-2007                                                               | Barcellona                                                             | Algeria                                                                | 3 – 4                                                                  | Argentina                                                              | Amichevole                                                             | -                                                                      | 68’                                                                    |
| 16-6-2007                                                              | Algeri                                                                 | Algeria                                                                | 0 – 2                                                                  | Guinea                                                                 | Amichevole                                                             | -                                                                      | 90+3’                                                                  |
| 22-8-2007                                                              | Montpellier                                                            | Brasile                                                                | 2 – 0                                                                  | Algeria                                                                | Amichevole                                                             | -                                                                      | 86’                                                                    |
| 9-9-2007                                                               | Bakau                                                                  | Gambia                                                                 | 2 – 1                                                                  | Algeria                                                                | Amichevole                                                             | -                                                                      |                                                                        |
| 20-11-2007                                                             | Orano                                                                  | Algeria                                                                | 3 – 2                                                                  | Mali                                                                   | Amichevole                                                             | -                                                                      |                                                                        |
| 26-3-2008                                                              | Gonfreville-l'Orcher                                                   | Algeria                                                                | 1 – 1                                                                  | RD del Congo                                                           | Amichevole                                                             | -                                                                      | 76’                                                                    |
| 31-5-2008                                                              | Dakar                                                                  | Senegal                                                                | 1 – 0                                                                  | Algeria                                                                | Qual. Mondiali 2010                                                    | -                                                                      |                                                                        |
| 6-6-2008                                                               | Blida                                                                  | Algeria                                                                | 3 – 0                                                                  | Liberia                                                                | Qual. Mondiali 2010                                                    | 2                                                                      |                                                                        |
| 14-6-2008                                                              | Bakau                                                                  | Gambia                                                                 | 1 – 0                                                                  | Algeria                                                                | Qual. Mondiali 2010                                                    | -                                                                      |                                                                        |
| 20-6-2008                                                              | Blida                                                                  | Algeria                                                                | 1 – 0                                                                  | Gambia                                                                 | Qual. Mondiali 2010                                                    | -                                                                      |                                                                        |
| 20-8-2008                                                              | Le Touquet-Paris-Plage                                                 | Algeria                                                                | 1 – 0                                                                  | Emirati Arabi Uniti                                                    | Amichevole                                                             | -                                                                      | 63’                                                                    |
| 5-9-2008                                                               | Blida                                                                  | Algeria                                                                | 3 – 2                                                                  | Senegal                                                                | Qual. Mondiali 2010                                                    | -                                                                      | 80’                                                                    |
| 11-10-2008                                                             | Monrovia                                                               | Liberia                                                                | 0 – 0                                                                  | Algeria                                                                | Qual. Mondiali 2010                                                    | -                                                                      | 43’                                                                    |
| 7-6-2009                                                               | Blida                                                                  | Algeria                                                                | 3 – 1                                                                  | Egitto                                                                 | Qual. Mondiali 2010                                                    | -                                                                      |                                                                        |
| 20-6-2009                                                              | Chililabombwe                                                          | Zambia                                                                 | 0 – 2                                                                  | Algeria                                                                | Qual. Mondiali 2010                                                    | -                                                                      | 85’ 90’                                                                |
| 12-8-2009                                                              | Algeri                                                                 | Algeria                                                                | 1 – 0                                                                  | Uruguay                                                                | Amichevole                                                             | -                                                                      | 60’                                                                    |
| 6-9-2009                                                               | Blida                                                                  | Algeria                                                                | 1 – 0                                                                  | Zambia                                                                 | Qual. Mondiali 2010                                                    | -                                                                      |                                                                        |
| 11-10-2009                                                             | Blida                                                                  | Algeria                                                                | 3 – 1                                                                  | Ruanda                                                                 | Qual. Mondiali 2010                                                    | 1                                                                      |                                                                        |
| 14-11-2009                                                             | Il Cairo                                                               | Egitto                                                                 | 2 – 0                                                                  | Algeria                                                                | Qual. Mondiali 2010                                                    | -                                                                      |                                                                        |
| 18-11-2009                                                             | Omdurman                                                               | Algeria                                                                | 1 – 0                                                                  | Egitto                                                                 | Qual. Mondiali 2010                                                    | -                                                                      | 48’                                                                    |
| 11-1-2010                                                              | Luanda                                                                 | Malawi                                                                 | 3 – 0                                                                  | Algeria                                                                | Coppa d'Africa 2010 - 1º turno                                         | -                                                                      | 83’                                                                    |
| 14-1-2010                                                              | Luanda                                                                 | Mali                                                                   | 0 – 1                                                                  | Algeria                                                                | Coppa d'Africa 2010 - 1º turno                                         | -                                                                      |                                                                        |
| 18-1-2010                                                              | Luanda                                                                 | Angola                                                                 | 0 – 0                                                                  | Algeria                                                                | Coppa d'Africa 2010 - 1º turno                                         | -                                                                      |                                                                        |
| 24-1-2010                                                              | Cabinda                                                                | Costa d'Avorio                                                         | 2 – 3 dts                                                              | Algeria                                                                | Coppa d'Africa 2010 - Quarti di finale                                 | -                                                                      | 106’                                                                   |
| 28-1-2010                                                              | Benguela                                                               | Algeria                                                                | 0 – 4                                                                  | Egitto                                                                 | Coppa d'Africa 2010 - Semifinale                                       | -                                                                      |                                                                        |
| 30-1-2010                                                              | Benguela                                                               | Nigeria                                                                | 1 – 0                                                                  | Algeria                                                                | Coppa d'Africa 2010 - Finale 3º posto                                  | -                                                                      |                                                                        |
| 3-3-2010                                                               | Algeri                                                                 | Algeria                                                                | 0 – 3                                                                  | Serbia                                                                 | Amichevole                                                             | -                                                                      | 71’                                                                    |
| 28-5-2010                                                              | Dublino                                                                | Irlanda                                                                | 3 – 0                                                                  | Algeria                                                                | Amichevole                                                             | -                                                                      |                                                                        |
| 5-6-2010                                                               | Fürth                                                                  | Algeria                                                                | 1 – 0                                                                  | Emirati Arabi Uniti                                                    | Amichevole                                                             | 1                                                                      |                                                                        |
| 13-6-2010                                                              | Polokwane                                                              | Algeria                                                                | 0 – 1                                                                  | Slovenia                                                               | Mondiali 2010 - 1º turno                                               | -                                                                      |                                                                        |
| 18-6-2010                                                              | Città del Capo                                                         | Inghilterra                                                            | 0 – 0                                                                  | Algeria                                                                | Mondiali 2010 - 1º turno                                               | -                                                                      | 80’                                                                    |
| 23-6-2010                                                              | Pretoria                                                               | Stati Uniti                                                            | 1 – 0                                                                  | Algeria                                                                | Mondiali 2010 - 1º turno                                               | -                                                                      | 69’                                                                    |
| 3-9-2010                                                               | Blida                                                                  | Algeria                                                                | 1 – 1                                                                  | Tanzania                                                               | Qual. Coppa d'Africa 2012                                              | -                                                                      |                                                                        |
| 17-11-2010                                                             | Lussemburgo                                                            | Lussemburgo                                                            | 0 – 0                                                                  | Algeria                                                                | Amichevole                                                             | -                                                                      | 75’                                                                    |
| 4-6-2011                                                               | Marrakech                                                              | Marocco                                                                | 4 – 0                                                                  | Algeria                                                                | Qual. Coppa d'Africa 2012                                              | -                                                                      |                                                                        |
| 3-9-2011                                                               | Dar es Salaam                                                          | Tanzania                                                               | 1 – 1                                                                  | Algeria                                                                | Qual. Coppa d'Africa 2012                                              | -                                                                      | 77’                                                                    |
| Totale                                                                 |                                                                        | Presenze                                                               | 62                                                                     |                                                                        | Reti                                                                   | 5                                                                      |                                                                        |

## Palmarès

### Club

#### Competizioni nazionali
- Coppa di Francia: 1

Sochaux: 2006-2007

#### Competizioni internazionali
- Coppa Intertoto UEFA: 1

Troyes: 2001